# Европско првенство у кошарци за жене 2025.
Европско првенство у кошарци за жене 2025. или само Евробаскет за жене 2025. ће бити 40. издање овог континенталног кошаркашког такмичења које организује ФИБА Европа. Домаћини првенства ће бити тек одлучени. Титулу брани репрезентација Белгије која је на претходном првенству освојила своју прву титулу.  

## Избор домаћина
Домаћини овог првенства ће бити Немачка, Италија, Чешка и Грчка. 